# کای زیگبان
کای زیگبان  (سوئدی: Kai Manne Börje Siegbahn زاده ۲۰ آوریل ۱۹۱۸ – درگذشته ۲۰ ژوئیه ۲۰۰۷) فیزیک‌دان اهل سوئد بود.

## زندگی‌نامه
او در لوند، سوئد زاده شد و در سال ۱۹۸۱ به همراه نیکولاس بلومبرگر و آرتور لئونارد شالو برای تحقیقاتش درباره پیشبرد طیف‌سنجی الکترونی با تفکیک زیاد موفق به دریافت جایزه نوبل فیزیک شد پدرش مانه زیگبان نیز برنده جایزه نوبل فیزیک در سال ۱۹۲۴ برای کشف و پژوهش دربارهٔ طیف‌سنجی پرتوی ایکس شده بود. زیگبان دکترای خود را از دانشگاه استکهلم در سال ۱۹۴۴ گرفت. پدرش مانه زیگبان برنده جایزه نوبل فیزیک (۱۹۲۴)